# الكلب الشارد (رواية قصيرة)
الكلب الشارد أو الكلب الشريد (بالفارسية: سگ ولگرد) ترجمها بداية المترجم العراقي علي اللقماني تحت عنوان الكلب السائب، وطبعت في العراق سنة 1956م، ثم ترجمها إبراهيم الدسوقي شتا في السبعينيات، تحت عنوان الكلب الشريد، ثم ترجمها الدكتور عارف الزغول الكلب الضال عام 2009م. هي قصة قصيرة للكاتب الإيراني صادق هدايت، نشرت لأول مرة في طهران في عام 1942 جنبا إلى جنب مع سبع قصص قصيرة أخرى ضمن مجموعته القصصية اللتي تحمل نفس الاسم.